# سيدي بوسحاب
سيدي بوسحاب  (بالإنجليزية: SIDI BOUSHAB)‏ هي جماعة قروية تابعة لإقليم شتوكة آيت باها ضمن جهة سوس ماسة بالمغرب. بلغ مجموع عدد سكان  سيدي بوسحاب  حسب إحصاءات 2004 حوالي 10438 نسمة يعيشون في 1882 أسرة.

## إحصاء عام
| السنة | عدد السكان | عدد الأسر | عدد الأجانب |
| ----- | ---------- | --------- | ----------- |
| 1994  | 10651      | 1807      | °°°°        |
| 2004  | 10438      | 1882      | 0           |

## دواوير الجماعة
- دوار إمي أوغكمي
- دوار آيت بناني
- دوار ايت كنزى
- دوار بيزوران
- دوار الفيض
- دوار أدوار أوبيهي
- دوار تيحونا
- دزار تموجوت
- دوار بيورزيون
- دوار ايت الحسين
- دوار القصبة
- دوار اكي اغور